# オナイウ情滋
オナイウ 情滋（おないう じょうじ、2000年11月11日 - ）は、埼玉県児玉郡神川町出身のプロサッカー選手。Jリーグ・横浜F・マリノス所属。ポジションはミッドフィールダー（右サイドハーフ）(左サイドハーフ)、フォワード（右ウイング）。
実兄のオナイウ阿道もプロサッカー選手（リーグ・アン・AJオセール所属、元日本代表）。

## 経歴

### プロ入り前
ナイジェリア人の父と日本人の母の間に生まれた。FCコルージャを経て、正智深谷高（埼玉）に進学し、1年時に全国選手権に出場。
2019年より新潟医療福祉大学に進学。大学では1年からトップチーム入りし、昨年は北信越大学リーグ1部で歴代最多22アシストを記録。全日本大学選抜で出場した6月の大学日韓定期戦では右CKから得点機を演出した。第71回全日本大学サッカー選手権大会ではチームを初の決勝に導く活躍を見せて大会ベストMFを受賞。
50メートル走5秒台のスピードを生かした突破からのクロスが持ち味。6月の天皇杯2回戦、J1鹿島アントラーズ戦では右クロスでアシストを決めるなど実力を示した。複数のJクラブからオファーの中、春に練習参加した仙台に決めた。チームの印象については「雰囲気が良く、練習もハイレベル。プロ1年目から活躍したい」。進路決定にはフランスリーグ1部トゥールーズでプレーする兄、オナイウ阿道（26）の意見も参考にした。
2022年7月11日、2023年シーズンからのベガルタ仙台の入団が発表された。そして7月22日に特別指定選手としてベガルタ仙台でプレーすることとなった。

### ベガルタ仙台
2024年2月25日、開幕戦の大分トリニータ戦で開幕スタメンを掴む。4月20日、清水エスパルス戦に後半アディショナルタイムから出場して2分後に、2022 FIFAワールドカップ日本代表の権田修一からJリーグ初ゴールをマーク。6月2日、いわきFC戦で初めてFWとして先発して決勝ゴールを決めた。

### 横浜F･マリノス
2025年8月20日、横浜F･マリノスへの完全移籍での加入が発表された。なお同クラブは兄･オナイウ阿道も所属経験がある。

## 人物・エピソード
- 趣味の一つが読書で、東野圭吾作品を愛する[8]。
- 所属チームのシャトルランで一番最後まで走った事があり、持久力も高い[9]。

## 所属クラブ
- 2007年 - 2012年 神川パルフェ (神川町町立青柳小学校)
- 2013年 - 2015年 FCコルージャ (神川町町立神川中学校)
- 2016年 - 2018年 正智深谷高等学校
- 2019年 - 2022年 新潟医療福祉大学
  - 2022年7月 - 12月  ベガルタ仙台（特別指定選手）
- 2023年 - 2025年8月  ベガルタ仙台
- 2025年8月-  横浜F・マリノス

## 個人成績
| 国内大会個人成績 | 国内大会個人成績 | 国内大会個人成績 | 国内大会個人成績 | 国内大会個人成績 | 国内大会個人成績 | 国内大会個人成績 | 国内大会個人成績 | 国内大会個人成績 | 国内大会個人成績 | 国内大会個人成績 | 国内大会個人成績 |
| 年度             | クラブ           | 背番号           | リーグ           | リーグ戦         | リーグ戦         | リーグ杯         | リーグ杯         | オープン杯       | オープン杯       | 期間通算         | 期間通算         |
| 年度             | クラブ           | 背番号           | リーグ           | 出場             | 得点             | 出場             | 得点             | 出場             | 得点             | 出場             | 得点             |
| 日本             | 日本             | 日本             | 日本             | リーグ戦         | リーグ戦         | リーグ杯         | リーグ杯         | 天皇杯           | 天皇杯           | 期間通算         | 期間通算         |
| ---------------- | ---------------- | ---------------- | ---------------- | ---------------- | ---------------- | ---------------- | ---------------- | ---------------- | ---------------- | ---------------- | ---------------- |
| 2019             | 新潟医福大       | 28               | -                | -                | -                | -                | -                | 1                | 0                | 1                | 0                |
| 2020             | 新潟医福大       | 15               | -                | -                | -                | -                | -                | 2                | 0                | 2                | 0                |
| 2022             | 新潟医福大       | 11               | -                | -                | -                | -                | -                | 2                | 0                | 2                | 0                |
| 2022             | 仙台             | 46               | J2               | 1                | 0                | -                | -                | -                | -                | 1                | 0                |
| 2023             | 仙台             | 27               | J2               | 10               | 0                | -                | -                | 2                | 0                | 12               | 0                |
| 2024             | 仙台             | 27               | J2               | 32               | 2                | 0                | 0                | 0                | 0                | 32               | 2                |
| 2025             | 仙台             | 27               | J2               | 17               | 2                | 1                | 0                | 0                | 0                | 18               | 2                |
| 2025             | 横浜FM           | 18               | J1               |                  |                  |                  |                  |                  |                  |                  |                  |
| 通算             | 日本             | 日本             | J1               |                  |                  |                  |                  |                  |                  |                  |                  |
| 通算             | 日本             | 日本             | J2               | 60               | 4                | 1                | 0                | 2                | 0                | 66               | 4                |
| 通算             | 日本             | 日本             | 他               | -                | -                | -                | -                | 5                | 0                | 5                | 0                |
| 総通算           | 総通算           | 総通算           | 総通算           | 60               | 4                | 1                | 0                | 7                | 0                | 68               | 4                |

- 2022年は特別指定選手

出場歴
- 公式戦初出場 - 2022年7月23日 明治安田生命J2 第28節 vs V・ファーレン長崎（ユアテックスタジアム仙台）
- 公式戦初得点 - 2024年4月20日 明治安田生命J2 第11節 vs 清水エスパルス（IAIスタジアム日本平）

## タイトル

### 個人
- 北信越大学リーグ1部 アシスト王：1回（2021年）
- 第71回全日本大学サッカー選手権大会：ベストMF

## 代表歴
- 2022年 U-23日本代表
  - カンボジア遠征

### 出場大会
- 北信越選抜
  - 2022年 - 第36回デンソーカップチャレンジサッカー
- 全日本大学選抜
  - 2022年 - 第19回·第20回 デンソーカップサッカー日韓大学定期戦